# Чемпионат Армении по боксу 2018
Чемпионат Армении по боксу 2018 года проходил в Ереване с 24 по 29 октября 2018 года.

## Медалисты
| Весовая категория            | Золото            | Серебро         | Бронза |
| ---------------------------- | ----------------- | --------------- | ------ |
| Минимальный вес (— 49 кг)    | Норайр Сукиасян   | Мартин Алтунян  |        |
| Наилегчайший вес (— 52 кг)   | Артур Оганесян    | Эрик Тохян      |        |
| Легчайший вес (— 56 кг)      | Эрик Петросян     | Гегам Микаэлян  |        |
| Полулёгкий вес (— 60 кг)     | Хайр Шахвердян    | Нарек Ованнисян |        |
| Лёгкий вес (— 64 кг)         | Оганес Бачков     | Беник Никогосян |        |
| Первый средний вес (— 69 кг) | Гарик Папикян     | Корюн Астоян    |        |
| Средний вес (— 75 кг)        | Арман Дарчинян    | Артем Хубларян  |        |
| Полутяжёлый вес (— 81 кг)    | Артем Галстян     | Амбарцум Акопян |        |
| Тяжёлый вес (— 91 кг)        | Хенрик Саргсян    | Армен Элоян     |        |
| Супертяжёлый вес (+ 91 кг)   | Драстамат Асланян | Гюрген Оганесян |        |